# دهستان جزیره
دهستان جزیره یکی از دهستان‌های شهرستان اسکو، استان آذربایجان شرقی است که در شرق دریاچه ارومیه واقع شده‌است.
جزیره شاهی یا جزیره اسلامی واقع در دهستان جزیره دارای هفت روستا است. نام این هفت روستا بوراچالو، گمیچی، سرای، آق گنبد، تیمورلو، قپچاق و بهرام آباد است. که از نظر تقسیمات کشوری از توابع شهرستان اسکو محسوب می‌شوند. بزرگ‌ترین روستای این جزیره روستای سرای ده می‌باشد.